# Atlaszi hegyikutya
Az atlaszi hegyikutya (aidi) egy marokkói fajta.

## Története
Kialakulása 1000-es évekre tehető. Ősei valószínűleg Spanyolországból származnak. Őrző-védő munkára, pásztorkodásra és nyomkövetésre használják. A gyors futású arab agárnak jelzi a vad helyét, amely azután leszorítja a földre a zsákmányt. A marokkói ebtenyésztők sokat tesznek a faj fennmaradásáért. 

## Külleme
Marmagassága 53-61 centiméter, tömege 23-25 kilogramm. Leggyakrabban fehér színű, de számos színváltozatban ismert eb. Dús, gyapjas bundája egyaránt védi az Atlasz-hegységben uralkodó nappali forróságtól és az éjszakai fagyoktól. 

## Jelleme
Természete éber és izgága. Eredeti feladatából adódóan házi kedvencnek nem alkalmas. 